# Млодавін-Гурни
Млодавін-Гурни (пол. Młodawin Górny) — село в Польщі, у гміні Заполиці Здунськовольського повіту Лодзинського воєводства.
Населення — 200 осіб (2011).
У 1975-1998 роках село належало до Серадзького воєводства.

## Демографія
Демографічна структура станом на 31 березня 2011 року:
|          | Загалом | Допрацездатний вік | Працездатний вік | Постпрацездатний вік |
| -------- | ------- | ------------------ | ---------------- | -------------------- |
| Чоловіки | 102     | 21                 | 72               | 9                    |
| Жінки    | 98      | 27                 | 49               | 22                   |
| Разом    | 200     | 48                 | 121              | 31                   |